# Buick Centurion
La Centurion è un'autovettura full-size prodotta dalla Buick dal 1971 al 1973.
Ha sostituito la Buick Wildcat nel ruolo di modello sportivo full-size della Buick. Il nome "Centurion" si ispira ad un'omonima concept car della Buick del 1956, che a sua volta deriva la denominazione dai "centurioni". Infatti, il logo applicato al modello non era il classico "triscudo" della Buick, ma il profilo laterale di un centurione. Quindi il nome del modello non era, come alcuni ritenevano, un gioco di parole derivato dal nome della Buick Century.
Basata sul pianale B della General Motors, la Centurion aveva il motore installato anteriore. La trazione era invece posteriore.

## La concept car

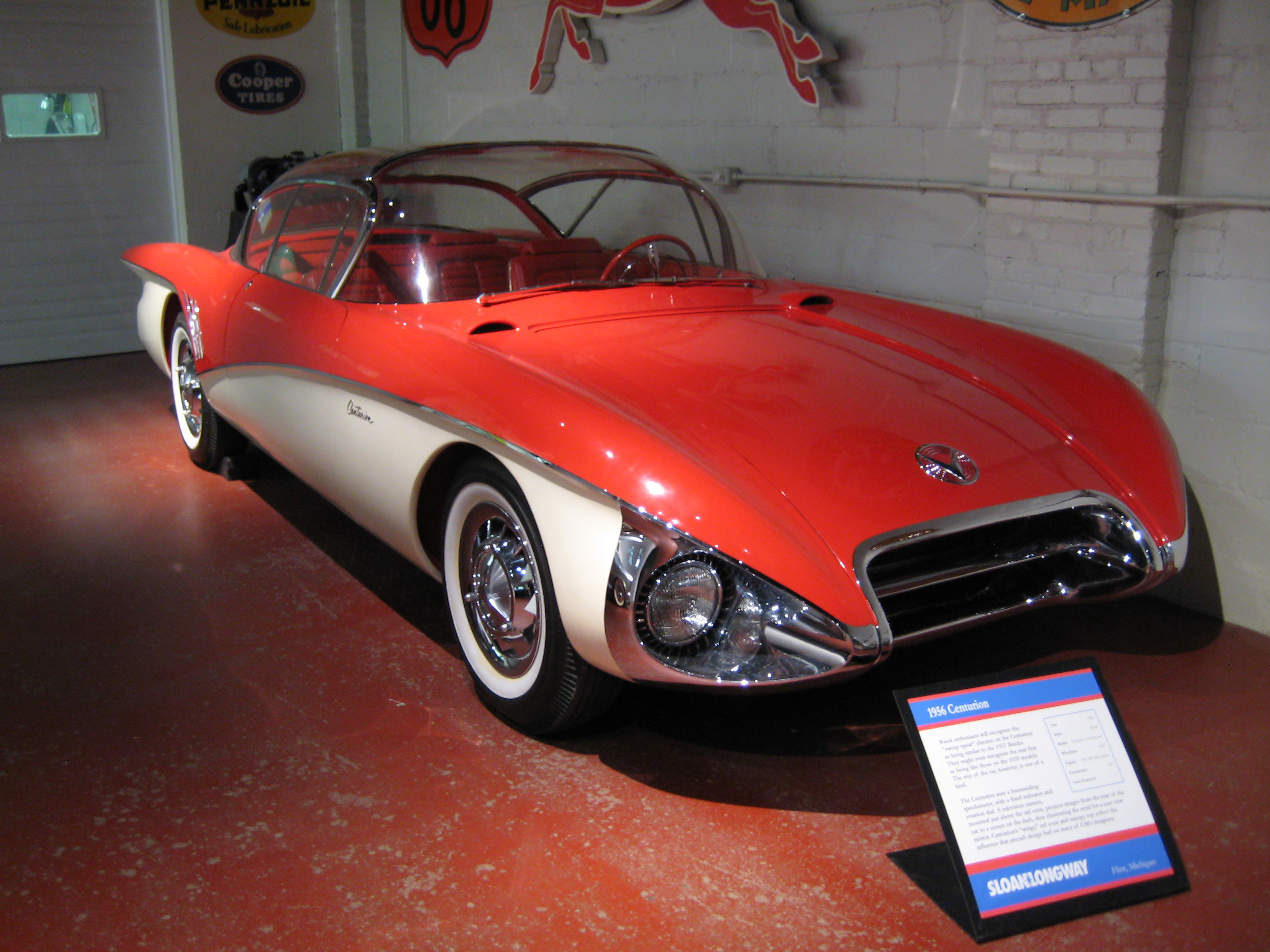
La concept car Centurion

Il nome "Centurion" è stato per la prima volta utilizzato per una concept car realizzata dalla Buick per il General Motors Motorama del 1956. Questa vettura possedeva una carrozzeria in vetroresina, degli interni caratterizzati da un design che ricordava quello presente nell'abitacolo degli aeroplani ed un tettuccio "bubble top". Quest'ultimo, era denominato così perché il montante posteriore era così sottile, ed il lunotto ea così grande, da dare l'idea che tutta la superficie vetrata fosse un unico pezzo.
La vettura è conservata presso la "Buick Gallery" di Flint, nel Michigan.

## Storia
La Centurion era quasi identica alla contemporanea Buick LeSabre. Differiva da essa per i loghi e gli emblemi installati, per la calandra, per la presenza minima di cromature e per l'assenza delle finte prese d’aria. Queste ultime erano una caratteristica stilistica tipica delle Buick del periodo. 
La Centurion era offerta con tre tipi di carrozzeria: hardtop quattro porte, coupé due porte e cabriolet due porte. La versione coupé condivideva il tettuccio semi-fastback con la LeSabre e con altri modelli General Motors basati sul pianale B del gruppo, ma aveva in dotazione un più piccolo lunotto che dava alla vettura un aspetto più formale.
Il modello ha sostituito la Wildcat come modello posizionato a metà della gamma delle vetture full-size della Buick, dato che era collocato tra la più economica LeSabre e la più grande e lussuosa Electra 225. La Centurion fu però qualcosa in più della Wildcat in fatto di lusso. Infatti, quest'ultima era perlopiù un modello a prestazioni elevate che era anche dotato di accenti lussuosi.
Inizialmente la Centurion venne offerta con solo tipo di motore, vale a dire un V8 big-block da 7,5 L di cilindrata. La potenza erogata dipendeva dal tipo di scarico installato (singolo oppure doppio). Nel caso di scarico singolo, il propulsore erogava 315 CV di potenza a 4.400 giri e 690 N•m a 2.800 giri.
Gli interni della Centurion furono migliorati rispetto a quelli della LeSabre. Ad esempio, tra l'equipaggiamento di serie furono introdotti un sedile a divanetto con bracciolo ed una più lussuosa tappezzeria in tessuto e vinile. 
Nel marzo del 1971, il cambio automatico Turbo Hydra-matic a tre rapporti fu installato di serie su tutte le Centurion, oltre che sulle più economiche LeSabre. Inoltre, sulla Centurion erano disponibili di serie il servosterzo ad incidenza variabile ed il servofreno sui freni a disco anteriori. 
Nel 1971, di Centurion, vennero prodotti 29.397 esemplari. Questo dato superava del 25% quello della Wildcat.
Nel 1972 la Centurion subì un leggero restyling che coinvolse la calandra, le luci posteriori ed i paraurti anteriore. Questi ultimi, dovettero essere modificati a causa di nuove norme federali. 
L'unico motore disponibile, ossia il V8 da 7,5 L, erogava 250 CV DIN (cioè effettivi), che rappresentavano un decremento sensibile rispetto ai 315 CV SAE del propulsore montato nel 1971. Ciò fu dovuto ad un cambiamento, introdotto su larga scala, nella misurazione dei valori di potenza, che da quel momento vennero rilevati con tutti gli accessori (pompe, filtri, ecc.) ed i dispositivi per il contenimento delle emissioni installati insieme al motore. Questi ultimi, infatti, sottraggono potenza al propulsore.
Le vendite, rispetto a quelle dell'anno precedente, salirono del 20% a 36.165 unità.

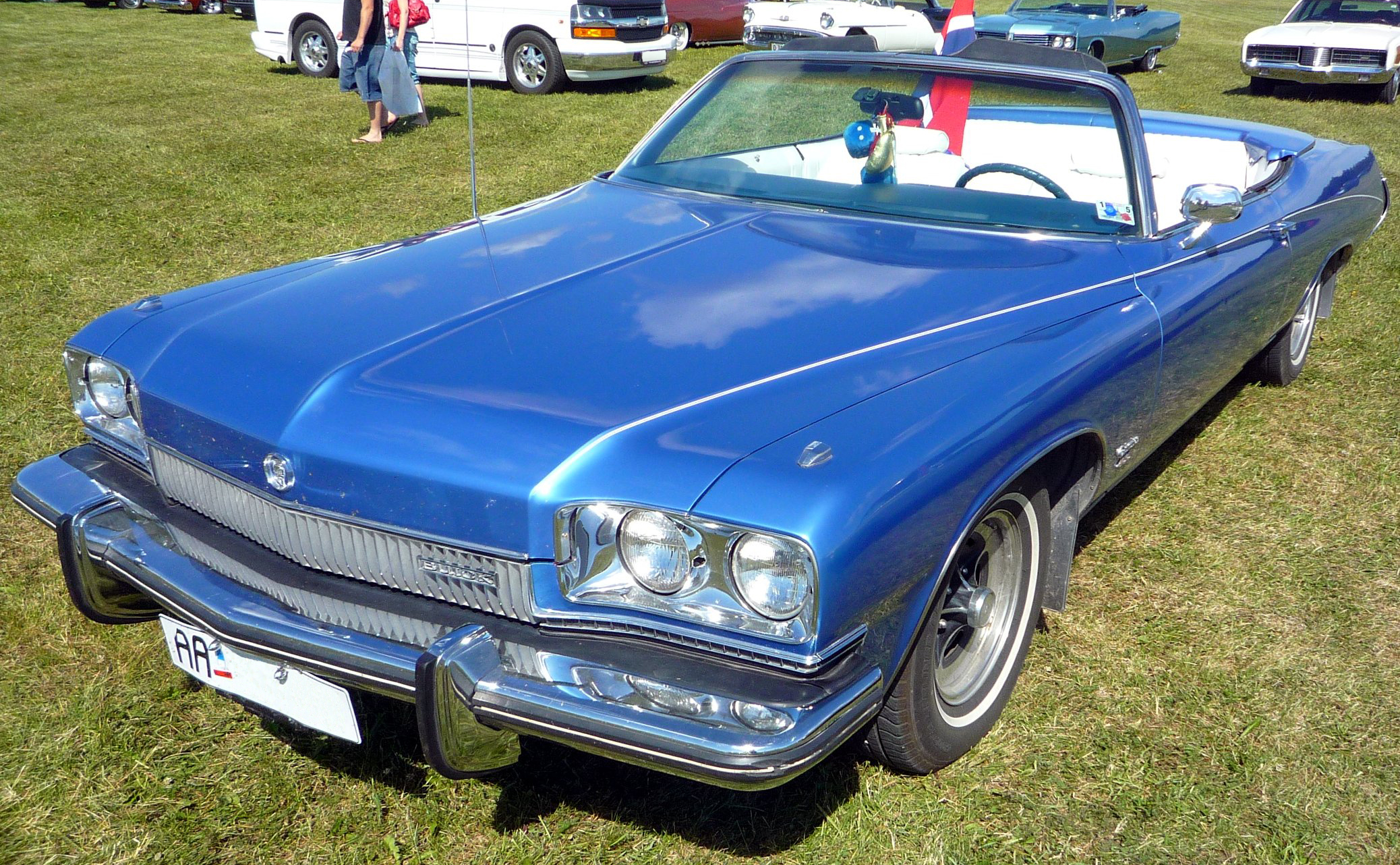
Restyling 1973

Nel 1973 vennero rivisti nuovamente il paraurti e la calandra (che condivideva ora con la LeSabre), e le luci posteriori. La versione coupé non aveva più in dotazione il lunotto formale che caratterizzava questa versione. Esso fu sostituito da un tipo di vetro anteriore che era anche installato sulle LeSabre coupé.
Il motore montato di serie nel 1973 era un V8 da 5,7 L di cilindrata dotato di carburatore quadruplo corpo, che erogava 175 CV di potenza. Il propulsore V8 da 7,5 L e 250 CV era ora un optional.
Con il temporaneo ritiro dal mercato, dopo il 1972, della LeSabre cabriolet, la Centurion fu l'unico modello Buick decappottabile offerto dalla casa automobilistica citata nel 1973. Il 1973 fu anche l'ultimo anno di commercializzazione della Centurion, che fu sostituita nel 1974 dalla LeSabre Luxus. All'interno della gamma di quest'ultima, la versione cabriolet venne ancora offerta per due anni. Dopo di essa, la General Motors non commercializzò più modelli cabriolet fino all'avvento, nel 1982, della Buick Riviera decappottabile.
La produzione totale di Centurion fu di 110,539 esemplari, di cui 10.296 cabriolet. Con soli tre anni di commercializzazione, la Centurion è stato uno dei modelli Buick che hanno avuto il periodo di produzione più breve.